# 恐怖驚魂夜
《恐怖驚魂夜》（又译“镰鼬之夜”）是日本公司Chunsoft（现Spike Chunsoft）开发于发行的视觉小说电子游戏。游戏于1994年11月在日本超级任天堂平台推出，后来移植到PlayStation、Game Boy Advance、Flash、移动电话、Wii和Wii U的Virtual Console、iOS和Android平台。游戏由中村光一制作、麻野一哉监督、推理小说家我孫子武丸编写剧本。
故事设定于深冬的雪山旅馆，主人公透和女友真理遭遇了不可思议的杀人事件。剧情会随着选择肢选项发生不同的变化，最终发展为不同的结局。
本作是继《弟切草》后，Chunsoft“Sound novel”商标下的又一部作品。游戏获得商业和评论成功，全部版本销量累计超过125万，剧本、系统和音乐都获得称赞。游戏还催生了众多视觉小说游戏。

## 情节
主人公大学生透和恋人真理在滑雪旅行后，真理邀请透到叔父叔母小林夫妇经营的旅馆“修普尔”休息。因为大雪，二人、白领三人组、关西的公司总裁夫妇、以及带着不协调墨镜的黑帮打扮男子田中一郎滞留在了旅馆。
晚饭后白领三人组的客房出现了一张写着“今晚，12点，有人会死”的纸，然而当时以为是恶作剧便置之。然而当晚9点，2楼传来玻璃窗打碎的声音，调查发现屋子里田中的尸体被切割为碎块，却没有发现凶手的踪迹。
之后的情节因玩家的选择而异。

## 玩法

玩家需要在A、B两条分支做出选择，背景画面的人物为动画剪影

《恐怖驚魂夜》类似于游戏书。玩家阅读屏幕上的文字，并在剧情分歧处做出选择，推断出杀人凶手。线索往往隐藏在主人公和他人不起眼或荒谬的话中，同时信息可能为误导性的叙述性诡计。玩家选择会影响之后剧情发展，继而导致不同的结局，观看所有结局会非常耗时。
“修普尔”旅馆大多数背景画面摄于在日本长野县的白馬村，不过浴室和酒窖例外，是微缩摄影。游戏人物采用动画剪影。英文本地化版的旅馆则摄影自不列颠哥伦比亚。

## 开发与发行
游戏由Chunsoft开发，并于1994年11月25日在日本超级任天堂平台发行。这是公司在视觉小说游戏《弟切草》发行后，有一部以“Sound novel”品牌发行的游戏。
游戏由Chunsoft总裁中村光一制作，麻野一哉监督，推理解谜小说家我孙子武丸编剧，加藤恒太和中嶋康二郎作曲。

### 再版
自超级任天堂版推出以来，游戏多次移植到家用游戏机、掌上游戏机和手机平台。
首个移植版《Sound Novel·Evolution 2 恐怖驚魂夜 特别篇》于1998年12月3日在日本PlayStation平台推出。游戏废除了超级任天堂版的章选择功能，代之的是可以在经过的场景间自由切换的流程图功能。同时游戏采用了更真实的图形，并加入了震动功能。原版结局中至少要死亡两人，本作新增了所有角色不死的完美结局。游戏增加了两个隐藏剧本——《真理之探偵物語》，以及纯音频剧本《有点H的恐怖驚魂夜》。游戏在1999年12月2日发行The Best再版。该版本又于2011年8月24日通过Game Archives在PlayStation 3和PlayStation Portable上推出。
2002年4月1日，日本J-PHONE手机上推出《恐怖驚魂夜mini》。2004年1月30日，游戏又在日本i-mode、EZweb和Yahoo! Keitai手机上推出。该版本相较于PlayStation版删除了部分结局，并相应修改了剧本和信息。此外游戏还将官方Fanbook刊登的小说《恐怖驚魂夜 A Novel》收录为新剧本。
2002年6月28日，《恐怖驚魂夜Advance》在Game Boy Advance版在日本推出。游戏按照《恐怖驚魂夜2》的设定，揭示了透和恋人的全名“矢岛透”与“小林真理”。此外在达成一定条件后，标题界面会出现为《恐怖驚魂夜2》做宣传的“我孙子氏的挑战状”。该版本虽然基于PlayStation 版，但机能与容量原因，没有继承PlayStation版的震动功能和两个新增剧本。
《恐怖驚魂夜Internet》于2002年7月1日运营，为Flash游戏。游戏记录保存在服务器上，玩家需要输入账号密码登陆。游戏基于超级任天堂原版，因此死亡两人也成为好结局。游戏于2005年6月30日停止销售，在线服务于三个月后停止。
2006年7月27日，PlayStation 2游戏《恐怖驚魂夜×3 三日月岛事件的真相》发行。其中以“旅馆‘修普尔’篇”名义收录了游戏剧本。
超级任天堂原版于2007年2月13日在Wii Virtual Console平台再版，2013年8月7日又于Wii U Virtual Console上再版。
2010年11月1日，游戏为日本定制Android手机IS01发行。次年2月1日，游戏在Android Market上架，可供一般Andoroid手机游玩。Android版以原日本手机版为基础，增加了触屏操作并提升了画质，同时增加了PlayStation版的人物介绍功能。《恐怖驚魂夜 Smart Sound Novel》于2013年7月10日在Android发行。2014年1月24日，《恐怖驚魂夜 Smart Sound Novel》英文翻译版以“Banshee's Last Cry”为题，在全球iOS设备发行，标志游戏走出日本国外。

## 评价
游戏获得商业和评论的成功。超级任天堂原版售出75万套，到2002年时售出约125万套，到2013年7月时手机版累计下载量超过200万次。游戏系统在当时属于创新，同时剧本也成为流行话题，日本网站4gamer.net称游戏为视觉小说的“金字塔”。网站还称本作对同类游戏影响重大，“说催生了之后众多音声小说也毫不夸张”。
日本杂志《Fami通》为超级任天堂原版打出30/40，为Game Boy Advance版打出31/40。在《Family Computer Magazine》的读者投票中，游戏得到24.4/30分。

## 影响
随着《恐怖惊魂夜》的成功，游戏被改编为书籍、广播剧、舞台剧、TV Drama等作品，并有多部续作，形成恐怖惊魂夜系列。

### 跨媒体
官方Fanbook于1995年发行，1998年改订再版。同样于1995年，《Distributes anthology 只有你的恐怖驚魂夜》发表，其中收录了10篇征稿作品。
游戏还有CD Drama发行，角色相同但剧情改为使用生物兵器的生化危机题材。矢島透由绿川光配音，小林真理由冬马由美配音。
1996年2月29日至3月10日，东京新宿区的Theatre Apple上演了舞台剧《月之冰柱～另一个恐怖驚魂夜》。
2002年7月3日，TBS电视台上映了两小时时长的改编电视剧。伴一彦编剧，吉田秋生导演，藤原龙也和内山理名主演。

### 续作
首部续作《恐怖驚魂夜2 監獄島兒歌》于2002年7月28日在日本PlayStation 2平台发行。《恐怖惊魂夜2》设定于前作一年半后，以透和真理为主角，前作中多名角色于本作再次登场。第二部续作《恐怖惊魂夜×3 三日月岛事件的真相》于2006年7月27日发行。第三部续作《真恐怖驚魂夜 第11名訪問者》于2011年12月17日在PlayStation 3和PlayStation Vita发行，再度采用被风雪封闭旅馆舞台。